# Xăng sinh học
Xăng sinh học là loại xăng được sản xuất từ sinh khối ví dụ như tảo. Giống như loại xăng được sản xuất truyền thống, nó chứa từ 6 (hexane) đến 12 (dodecane) nguyên tử cacbon trên mỗi phân tử và có thể được sử dụng trong động cơ đốt trong. Xăng sinh học thì khác so về mặt hóa học so với biobutanol và ethanol sinh học, vì những loại này là alcohol, không phải hydrocarbon.
Các công ty ví dụ như Diversified Energy Corporation đang phát triển các cách tiếp cận để lấy nguồn triglyceride và thông qua một quá trình khử oxy và tái tạo (bẻ gãy phân tử, đồng phân hóa, quá trình thơm hóa, và sản xuất các phân tử dạng vòng) để sản xuất ra xăng sinh học. Xăng sinh học này được làm ra với ý định tương xứng về các đặc tính hóa học, động lực học và đốt cháy với loại dầu hỏa giống nó, nhưng với nồng độ octane cao hơn. Các công ty khác cũng đang theo đuổi những cách tiếp cận tương tự dựa trên phương pháp tách tạp chất của dầu bằng hydro. Và cuối cùng là, vẫn có những công ty tập trung vào việc sử dụng sinh khối gỗ để chuyển đổi thành xăng sinh học bằng việc sử dụng các quy trình lên men.

## Cấu trúc và tính chất
BG100, hay xăng sinh học 100%, có thể ngay lập tức sử dụng như là một sự thay thế cho xăng dầu trong bất cứ động cơ xăng thông thường nào, và có thể được sử dụng trong cùng các kết cấu nhiên liệu, vì tính chất của nó tương xứng với xăng từ dầu truyền thống.  Dodecane cần một lượng nhỏ octane phụ trợ để tương xứng với xăng. Nhiên liệu etanol (E85) cần một động cơ đặc biệt và có năng lượng cháy thấp hơn và kinh tế nhiên liệu tương ứng.
Nhưng do những tương đồng về mặt hóa học của xăng sinh học nên nó cũng có thể được trộn với xăng thường. Có thể có tỉ lệ xăng sinh học cao hơn so với xăng thường và không cần phải điều chỉnh động cơ của phương tiện, không giống như ethanol.

### So sánh với nhiên liệu thông thường
| Nhiên liệu          | Mật độ năng lượng MJ/L | Tỉ lệ nhiên liệu khí | Năng lượng riêng MJ/kg | Nhiệt bay hơi MJ/kg | RON   | MON   |
| ------------------- | ---------------------- | -------------------- | ---------------------- | ------------------- | ----- | ----- |
| Xăng                | 34.6                   | 14.6                 | 46.9                   | 0.36                | 91–99 | 81–89 |
| Nhiên liệu butanol  | 29.2                   | 11.2                 | 36.6                   | 0.43                | 96    | 78    |
| Nhiên liệu etanol   | 24.0                   | 9.0                  | 30.0                   | 0.92                | 129   | 102   |
| Nhiên liệu methanol | 19.7                   | 6.5                  | 15.6                   | 1.2                 | 136   | 104   |

## Khả năng sinh lời về mặt kinh tế và tương lai
Một trong những vấn đề chính mà khả năng sinh lời về mặt kinh tế của xăng sinh học là vốn cao. Các nhóm nghiên cứu đang thấy rằng các nhóm đầu tư hiện tại đang trở nên thiếu nhẫn nại với tốc độ của quy trình phát triển xăng sinh học. Thêm nữa, các nhóm môi trường có thể yêu cầu xăng sinh học phải được sản xuất theo cách bảo vệ động vật hoang dã, đặc biệt là cá. Một nhóm nghiên cứu nghiên cứu về khả năng sinh lời về mặt kinh tế của xăng sinh học phát hiện ra rằng phương pháp sản xuất hiện tại và giá thành sản xuất cao sẽ ngăn công chúng tiếp cận với xăng sinh học. Nhóm này quả quyết rằng giá thành xăng sinh học sẽ cần phải xấp xỉ $800 một thùng, và họ cho rằng giá thành này là bất khả thi nếu so với giá sản xuất hiện tại. Một vấn đề nữa đang ngăn cản sự thành công của xăng sinh học đó chính là việc thiếu việc miễn thuế. Chính phủ đang miễn thuế cho nhiên liệu ethanol nhưng vẫn chưa miễn thuế cho xăng sinh học. Điều này khiến xăng sinh học là một lựa chọn ít hấp dẫn hơn nhiều cho người tiêu dùng. Cuối cùng, việc sản xuất xăng sinh học có thể có ảnh hưởng lớn tới nền công nghiệp trồng trọt. Nếu xăng sinh học trở thành một loại năng lượng thay thế nghiêm túc thì một lượng lớn đất đai trồng trọt được đang còn tồn tại của chúng ta sẽ bị chuyển đổi thành trồng các loại cây chỉ nhằm mục đích sản xuất xăng sinh học. Việc này có thể làm giảm lượng đất sử dụng để trồng thực phẩm cho con người và có thể làm giảm nguồn cung lương thực tổng thể. Điều này sẽ gây ra hiện tượng tăng giá thành thực phẩm nói chung.